# Audi Coupé B2
L'Audi Coupé B2 (codici interni Typ 81 e Typ 85) è la prima generazione dell'Audi Coupé, una autovettura di fascia medio-alta prodotta dal 1980 al 1987 dalla casa automobilistica tedesca Audi.

## Profilo e storia

### Debutto
Fu già addirittura poco dopo il lancio della prima generazione dell'Audi 80 che alcuni designer disegnarono in via non ufficiale alcuni schizzi relativi ad una possibile coupé sulla base della berlina appena immessa nel mercato. Vi furono anche proposte più ufficiali, che videro fra l'altro la partecipazione dell'Italdesign Giugiaro. In tal senso va inquadrata la presentazione, avvenuta nel 1973 al Salone di Francoforte, del prototipo "Asso di Picche" realizzato dalla Italdesign di Giorgetto Giugiaro, dietro commissione della Carrozzeria Karmann, e presentato quale proposta di auto sportiva da produrre su autotelaio Audi 80 al Salone di Francoforte del 1973. Tuttavia, in quei primi anni '70 l'idea cadde nel vuoto per essere ripresa però solo alcuni anni dopo. L'idea fu di lanciare la nuova coupé nel 1979, tuttavia questo progetto venne temporaneamente lasciato in sospeso per dare priorità al progetto relativo all'Audi quattro. Quest'ultima, però, fece da base stilistica per la coupé che si aveva in mente: l'idea fu di proporre una vettura simile alla quattro, ma meno impegnativa dal punto di vista del prezzo di listino e dei costi di esercizio. L'esigenza di una coupé di fascia medio-alta era data anche dal fatto che nel frattempo, e più precisamente nel 1976, l'unica coupé presente in listino, ossia l'Audi 100 Coupé S era uscita di produzione e di listino. Finalmente, nell'agosto 1980 cominciò la produzione dell'Audi Coupé GT 5S (Typ 81), come venne chiamata la primissima versione della nuova coupé di Ingolstadt. La sua presentazione ebbe luogo il mese seguente, a settembre, mentre le prime consegne si ebbero ad ottobre.

### Design esterno e interno
La nuova coupé presentata dalla casa dei quattro anelli era caratterizzata da uno stile che richiamava immediatamente quello delle contemporanee Audi 80 di seconda generazione a due porte, dalle quali si differenziava essenzialmente per la zona posteriore. In generale, la vettura mostrava quindi uno stile spigoloso e relativamente aggressivo in quanto richiamava immediatamente la contemporanea Audi quattro. Di quest'ultima venne ripresa quindi anche la linea della parte posteriore, con un lunotto e montanti posteriori assai inclinati, i quali andavano a terminare proprio in corrispondenza dei fari posteriori, senza dare luogo a mezzi volumi posteriori, ma proponendo un corpo vettura a due volumi, dallo stile molto semplice, pulito e lineare. L'unica nota stonata sul piano della praticità stava nel bagagliaio, accessibile solo mediante uno sportello e non, come ci si aspetterebbe da una vettura del genere, con un vero portellone che integra il lunotto. Per questo motivo, la capienza del bagagliaio era penalizzata e si limitava ad offrire solo 370 litri. Dove invece la coupé tedesca forniva molto spazio rispetto alle concorrenti dell'epoca era nell'abitacolo, e specialmente nella zona posteriore, dove il divano era sagomato per due persone, che però si trovavano molto più comode. Questo anche grazie al fatto che l'Audi Coupé GT 5S manteneva pressoché inalterata l'altezza del tetto rispetto alla berlina e quindi anche lo spazio per la testa dei passeggeri posteriori. Il posto guida è caratterizzato da un sedile regolabile in altezza e da un cruscotto mutuato direttamente dall'Audi 80, squadrato e piuttosto tradizionale nell'impostazione.

### Struttura, meccanica e motori

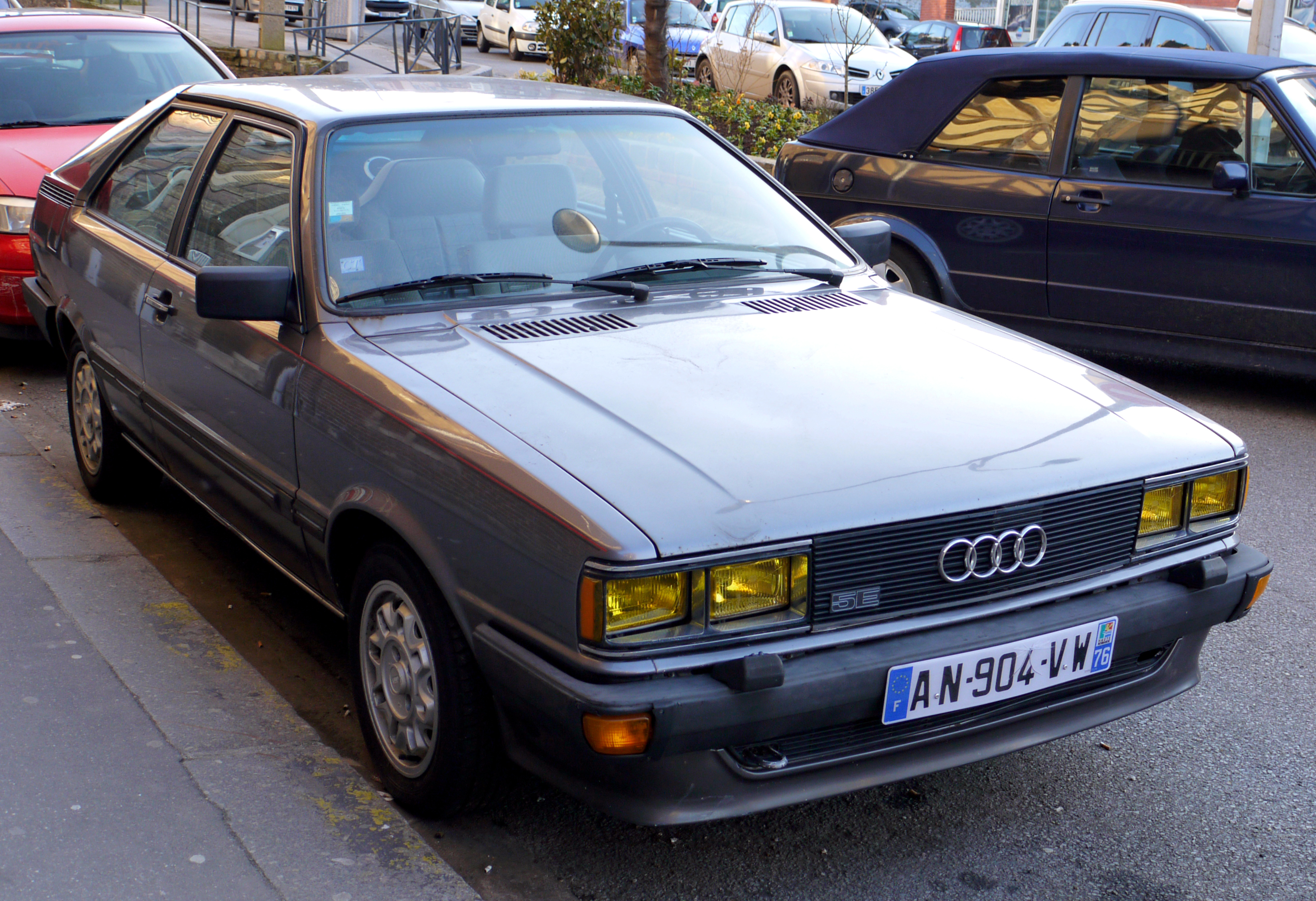
Dettaglio del frontale

L'architettura meccanica dell'Audi Coupé venne naturalmente ripresa da quella della berlina, perciò prevedeva il motore in posizione anteriore longitudinale e la trazione anteriore. Il comparto sospensivo prevedeva invece un avantreno a ruote indipendenti con schema MacPherson e retrotreno a ruote semindipendenti con bracci longitudinali e barra Panhard. Su entrambi gli assi erano montate molle elicoidali e ammortizzatori idraulici telescopici. L'impianto frenante era di tipo misto a doppio circuito frenante, mentre lo sterzo era cremagliera con servosterzo. L'Audi Coupé GT 5S era l'unica versione esistente al debutto e montava un motore a 5 cilindri da 1921 cm3, derivato direttamente dall'unità da 2,2 litri montata sotto il cofano delle contemporanee Audi 100, ma che in questo caso era dotata di un albero motore a manovelle più corte, da cui la corsa ridotta e di conseguenza anche la cilindrata. Tale motore era alimentato mediante un carburatore doppio corpo ed erogava una potenza massima di 115 CV. Il cambio era del tipo manuale a 5 marce, ma con una quinta marcia particolarmente lunga, tanto da permettere un sensibile risparmio di carburante a velocità di crociera.

## Evoluzione

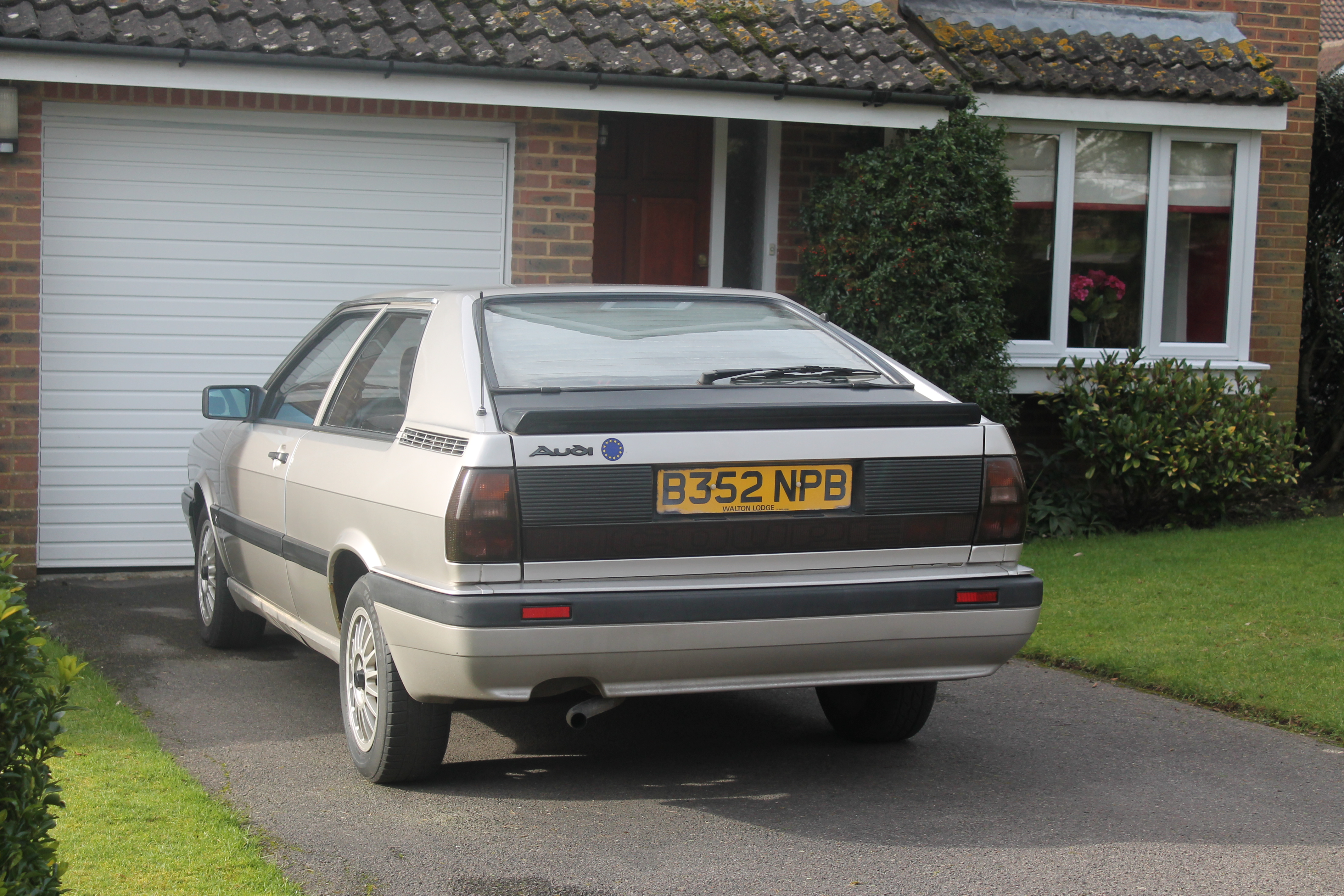

La prima novità si ebbe nel marzo 1981, quando la gamma venne estesa verso il basso con l'arrivo della versione GL, spinta dal classico motore a 4 cilindri da 1,6 litri a carburatore con 75 CV di potenza massima ed equipaggiata con un cambio manuale a 4 marce. Ma non passarono  che pochi mesi e già nel luglio dello stesso anno la Coupé GL vide l'arrivo di un motore 1.8 di pari potenza, ma con un apporto non indifferente di coppia in più. Nel marzo del 1982, al Salone di Ginevra venne presentata la GT 5E, equipaggiata con un motore da 2,2 litri con alimentazione ad iniezione e potenza massima di 130 CV. Un anno dopo, un nuovo 1.8 da 90 CV andò a sostituire il fiacco 1.8 da 75 CV, ormai non più in listino da qualche mese. Nel settembre 1983, la GT 5E venne proposta anche con un altro motore, sempre a 5 cilindri, ma con cilindrata ridotta a 1994 e con potenza di 115 CV. Tale modello andò a sostituire la GT 5S, che quindi uscì dal listino. 

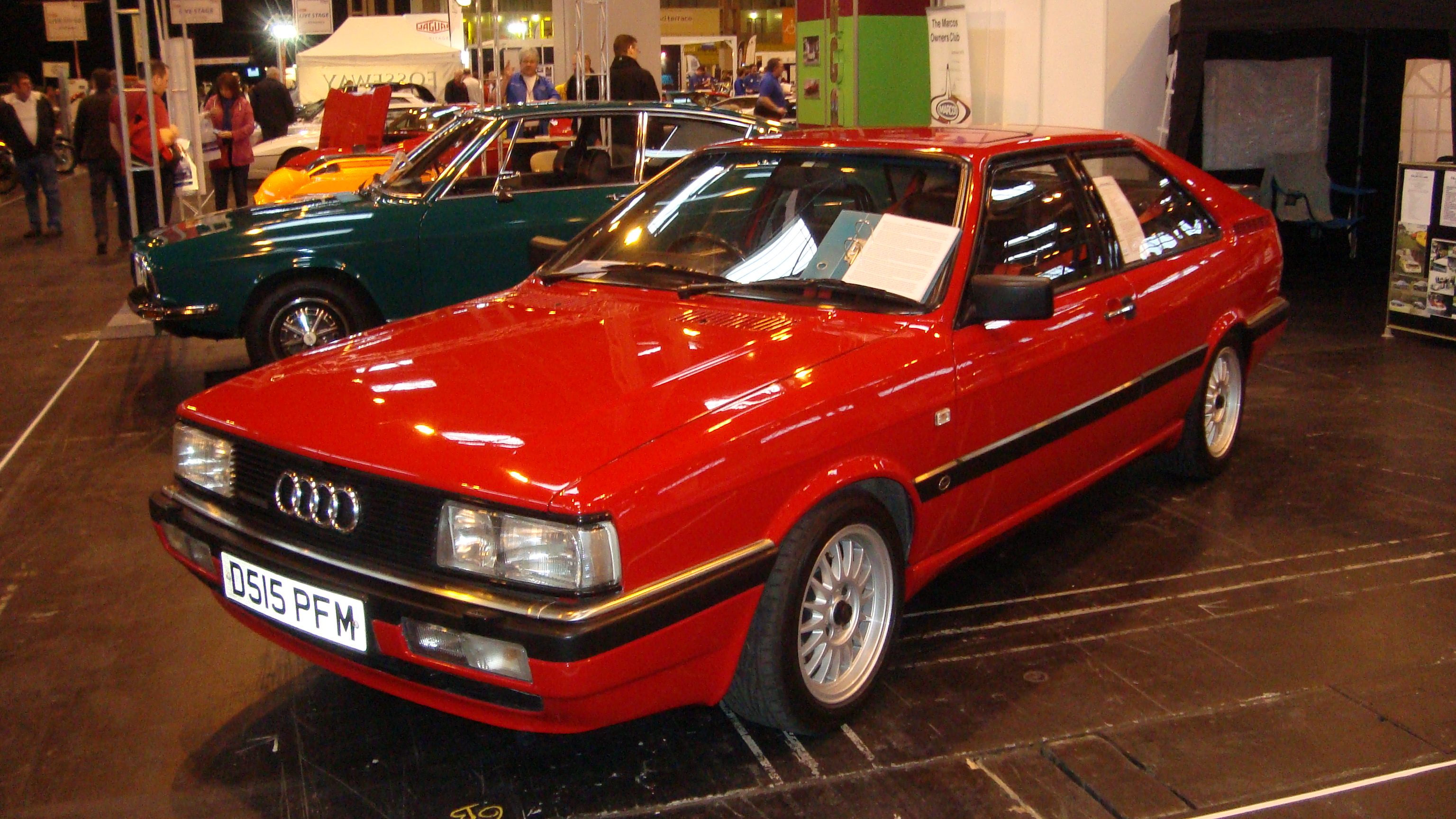
Un'Audi Coupé quattro

Nel mese di agosto del 1984, un anno dopo il lancio della GT 5E con motore da due litri, vi fu il restyling per tutta la gamma con l'introduzione della Coupé GT, senza altre sigle identificative: venne aggiornato il frontale, in cui i gruppi ottici divennero più inclinati, mentre i paraurti divennero in tinta, i fari posteriori divennero bruniti e, venne montato uno spoiler leggermente più grande. Tali aggiornamenti furono volti a migliorare il Cx, che difatti scese da 0,40 a 0,36. Internamente venne ridisegnato il cruscotto, mentre vi furono aggiornamenti significativi alla versione top di gamma, la cui cilindrata salì da 2144 a 2226 cm3 e la sua potenza massima passò da 130 a 136 CV. Ma la vera e più consistente novità fu l'arrivo della Coupé quattro (Typ 85), basata sulla Coupé GT da 136 CV,  che fu per qualche mese l'unica versione della gamma Coupé B2 a prevedere le quattro ruote motrici dopo il restyling e che costituì il vero anello di congiunzione fra la gamma B2 e l'Audi quattro. Alla base della gamma, invece, il 1.8 da 90 CV divenne disponibile anche con alimentazione ad iniezione e catalizzatore, mentre più in alto venne confermata la motorizzazione da 2 litri e 115 CV.
Alla fine dell'estate 1985 si ebbe l'arrivo di tre versioni depotenziate: il catalizzatore divenne optional per la versione 1.8 a carburatore (la potenza scendeva così da 90 ad 88 CV), la GT con motore 2.2 litri venne anch'essa resa disponibile con catalizzatore optional e potenza scesa a 115 CV, mentre la Coupé quattro venne proposta anche con motore catalizzato e depotenziato a 120 CV. Questo divenne invece optional a partire dal febbraio 1986 per la GT da 2 litri, la cui potenza scese invece da 115 a 113 CV. Nel mese di agosto dello stesso anno, venne immessa in listino la versione destinata a sostituire la GT con motore da 2 litri e rispetto alla quale propose sotto il cofano un 1.8 ad iniezione da 110 o 112 CV, a seconda che fosse provvisto o meno di marmitta catalitica. Si trattò dello stesso motore della Golf GTI prodotta e commercializzata all'epoca. Fu questa l'ultima novità relativa alla gamma dell'Audi Coupé B2: nel luglio 1987 essa venne pensionata in favore della nuova generazione, che però sarebbe stata lanciata solo un anno dopo.

## Tabella riepilogativa
| Audi Coupé B2 (1980-87)                                                                                  |               |            |                                              |                |               |           |                    |                    |              |                     |                    |                    |                    |
| Modello                                                                                                  | Motore        | Cilindrata | Alimentazione                                | Potenza CV/rpm | Coppia Nm/rpm | Trazione  | Cambio/ N°rapporti | Massa a vuoto (kg) | Velocità max | Acceler. 0–100 km/h | Consumo (l/100 km) | Anni di produzione | Esemplari prodotti |
| 1.6 GL1                                                                                                  | EA827 (YN)    | 1588       | Carburatore Solex 35PDSIT                    | 75/5600        | 121/3200      | Anteriore | Manuale 4 marce    | 950                | 160          | 13"8                | 10                 | 03/1981-07/19811   | 966                |
| 1.8 GL                                                                                                   | EA827 (DD)    | 1781       | Carburatore Solex 2B2                        | 75/4500        | 138/2600      | Anteriore | Manuale 4 marce    | 950                | 161          | 13"8                | 10                 | 08/1981-07/1982    | 25.672             |
| 1.8 GL                                                                                                   | EA827 (DS)    | 1781       | Carburatore Solex 2B2                        | 90/5200        | 145/3300      | Anteriore | Manuale 4 marce    | 950                | 170          | 11"                 | 10,4               | 02/1983-07/1987    | 25.672             |
| 1.8 GL Kat                                                                                               | EA827 (SF)    | 1781       | Carburatore Solex 2B2                        | 88/5500        | 145/3300      | Anteriore | Manuale 4 marce    | 960                | 170          | 11"                 | 10,4               | 08/1985-07/1987    | 25.672             |
| 1.8i GL Kat                                                                                              | EA827 (JN)    | 1781       | Iniezione elettromeccanica Bosch KE-Jetronic | 90/5500        | 137/3250      | Anteriore | Manuale 5 marce    | 980                | 172          | 11"                 | 10                 | 08/1984-07/1987    | 25.672             |
| 1.8i GT Kat                                                                                              | EA827 (PV)    | 1781       | Iniezione elettromeccanica Bosch KE-Jetronic | 110/5700       | 155/3250      | Anteriore | Manuale 5 marce    | 990                | 186          | 9"5                 | 9,3                | 08/1986-07/1987    | 25.672             |
| 1.8i GT                                                                                                  | EA827 (DZ)    | 1781       | Iniezione meccanica Bosch K-Jetronic         | 112/5800       | 160/3500      | Anteriore | Manuale 5 marce    | 990                | 187          | 9"2                 | 9,5                | 08/1986-07/1987    | 25.672             |
| 1.9 GT 5S                                                                                                | EA828 (WN)    | 1921       | Carburatore Zenith 2B5                       | 115/5900       | 154/3700      | Anteriore | Manuale 5 marce2   | 1.035              | 183          | 10"3                | 10,8               | 10/1980-07/1983    | 49.296             |
| 2.0i GT Kat                                                                                              | EA828 (SK)    | 1994       | Iniezione meccanica Bosch K-Jetronic         | 113/5400       | 162/3200      | Anteriore | Manuale 5 marce    | 1.100              | 186          | 11"                 | 11,5               | 02/1986-07/1986    | 37.092             |
| 2.0 GT                                                                                                   | EA828 (JS)    | 1994       | Iniezione meccanica Bosch K-Jetronic         | 115/5400       | 162/3200      | Anteriore | Manuale 5 marce    | 1.060              | 187          | 9,5                 | 08/1983-07/1986    |                    | 37.092             |
| 2.2 GT                                                                                                   | EA828 (KE)    | 2144       | Iniezione meccanica Bosch K-Jetronic         | 130/5900       | 168/4800      | Anteriore | Manuale 5 marce    | 1.080              | 196          | 8"7                 | 10,9               | 04/1982-07/1984    | 41.886             |
| 2.2 GT Kat                                                                                               | EA828 (KX)    | 2226       | Iniezione elettromeccanica Bosch KE-Jetronic | 115/5400       | 162/3200      | Anteriore | Manuale 5 marce    | 1.080              | 183          | 11"7                | 11,4               | 08/1985-07/1987    | 41.886             |
| 2.2 GT                                                                                                   | EA828 (KV/HY) | 2226       | Iniezione elettromeccanica Bosch KE-Jetronic | 136/5700       | 186/3500      | Anteriore | Manuale 5 marce    | 1.060              | 202          | 8"9                 | 10,4               | 08/1984-07/1987    | 41.886             |
| 2.2 GT quattro Kat (120 CV)                                                                              | EA828 (JT)    | 2226       | Iniezione elettromeccanica Bosch KE-Jetronic | 120/5500       | 170/3000      | Integrale | Manuale 5 marce    | 1.200              | 191          | 9"6                 | 11,2               | 08/1985-07/1987    | 7.786              |
| 2.2 GT quattro (136 CV)                                                                                  | EA828 (KV/HY) | 2226       | Iniezione elettromeccanica Bosch K-Jetronic  | 136/5700       | 186/3500      | Integrale | Manuale 5 marce    | 1.200              | 202          | 8"9                 | 11,7               | 08/1984-07/1987    | 7.786              |
| Note: 1Non per il mercato tedesco 2Cambio 4+E, ossia manuale a 4 marce più una quinta marcia molto lunga |               |            |                                              |                |               |           |                    |                    |              |                     |                    |                    |                    |